# ARts
aRts (sigla de "analog real time synthesizer), es una aplicación que simula un sintetizador analógico de tiempo real bajo KDE/Linux. Uno de los componentes clave de aRts es el Servidor de sonido que mezcla diferentes sonidos en tiempo real. El servidor de sonido llamado aRtsd (d por demonio) es también utilizado como servidor de sonido estándar para KDE. El servidor de sonido no depende de KDE y puede ser empleado en otros proyectos. Es un competidor para JACK Audio Connection Kit, otro servidor de sonido en tiempo real, pero con algunas ventajas sobre aRts y enfocado al ámbito profesional.
La plataforma aRts también incluye aRts Builder - una aplicación para crear planificaciones propias y configuraciones para mezcladores de sonido, sequenciadores, sintetizadores y otros vía interfaz gráfica.

## Final del proyecto
El 2 de diciembre de 2004 el creador de aRts y su desarrollador principal, Stefan Westerfeld, anunció que abandona el proyecto debido a la variedad del desarrollo fundamental y a motivos técnicos con aRts. Desde entonces no se ha desarrollado más y sea sustituido por otro motor de sonido en KDE 4 llamado Phonon.